# Kauwendael
Kauwendael is een woonwijk, niet ver van de Liersesteenweg en de spoorweg Mechelen - Antwerpen te Mechelen-Noord in Mechelen.
De wijk grenst aan Sint-Katelijne-Waver. Het is eerder een woonwijk die sinds zijn ontstaan een onderkomen vormde voor de iets betergestelde Mechelaars met beroepen zoals bedienden en kaders. Bijna alle huizen zijn privé-eigendom. Er staan ook een paar mooie oudere villa's en er is mooi natuurgebied zoals domein Montréal.
Kauwendael had de eer in 1905 het allereerste Mechelse reglementaire voetbalveld te herbergen. Het was gesitueerd op de plaats waar nu de vijver van het Montréal complex ligt. De aanleg van deze zandwinningsvijver was trouwens de reden van het verdwijnen van dit voetbalcomplex. Na amper een jaar (1906) vonden beide Mechelse voetbalclubs een onderkomen op andere locaties aan de rand van de stad
Samen met de gemeentefusies werd de grens tussen Mechelen en Sint-Katelijne-Waver gewijzigd: Kauwendael werd overgedragen van Sint-Katelijne-Waver naar Mechelen.

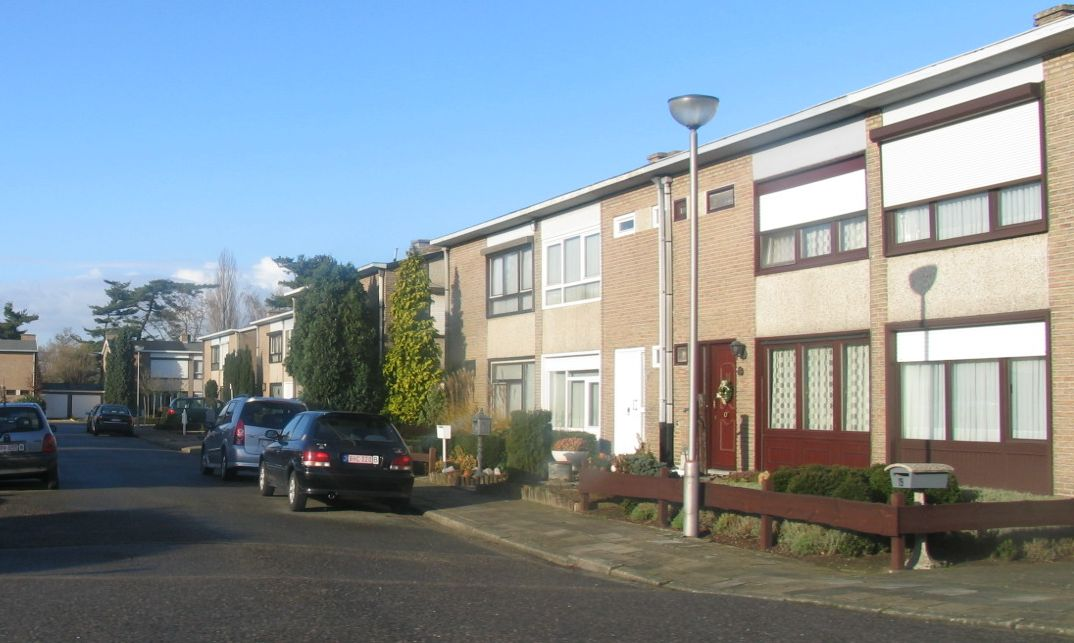
Woningen in Kauwendael

Mechelen-Noord · Mechelen-Zuid · Mechelen-Centrum · Tervuursesteenweg · Battel · Nekkerspoel · Arsenaal
Woonwijken buiten het centrum: Otterbeek · Katanga · Oud Oefenplein · Kauwendael · Galgenberg · Marokken (Schorsvelden) · Stuivenberg
Historische buitenwijken: Halfgalg · Geerdegem · Auwegem · Pennepoel · Nekkerspoel · Hanswijk · Zennegat